# Knotiger Klettenkerbel
Der Knotige Klettenkerbel (Torilis nodosa), auch Knäuel-Klettenkerbel genannt, ist eine Pflanzenart aus der Gattung Borstendolden (Torilis) innerhalb der Familie der Doldenblütler (Apiaceae).

## Beschreibung

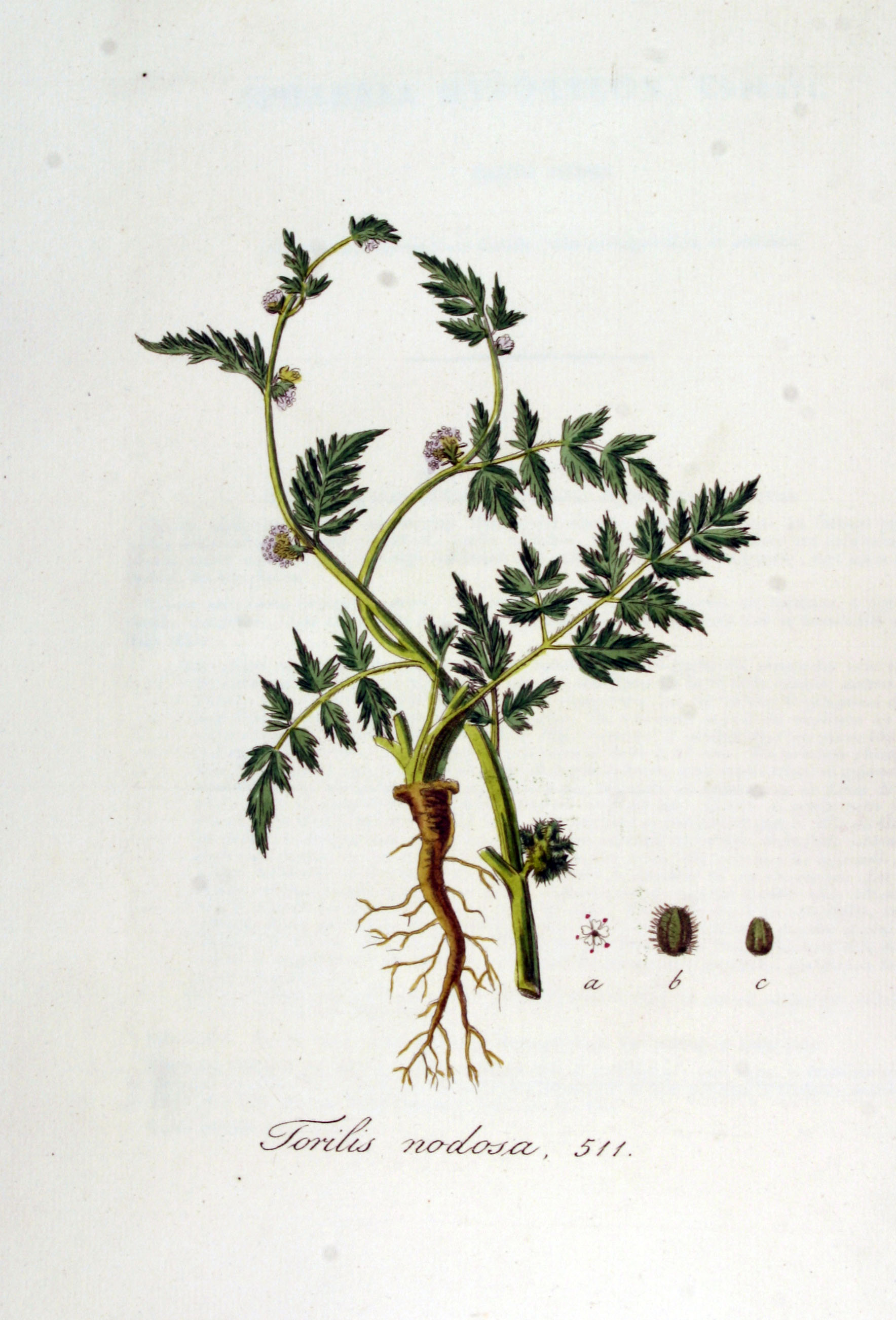
Illustration aus Flora Batava ..., Volume 7

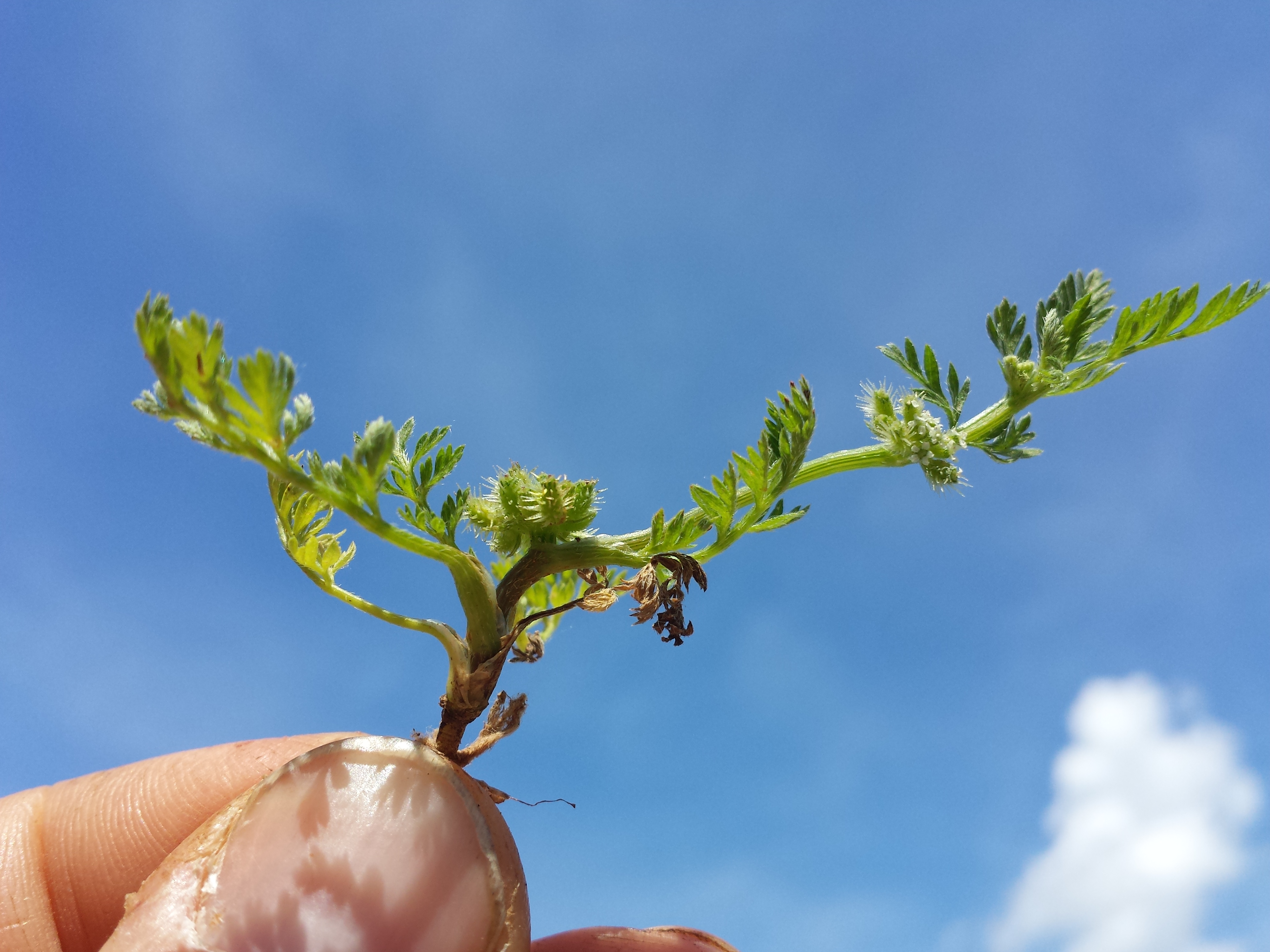
Ganze Pflanze

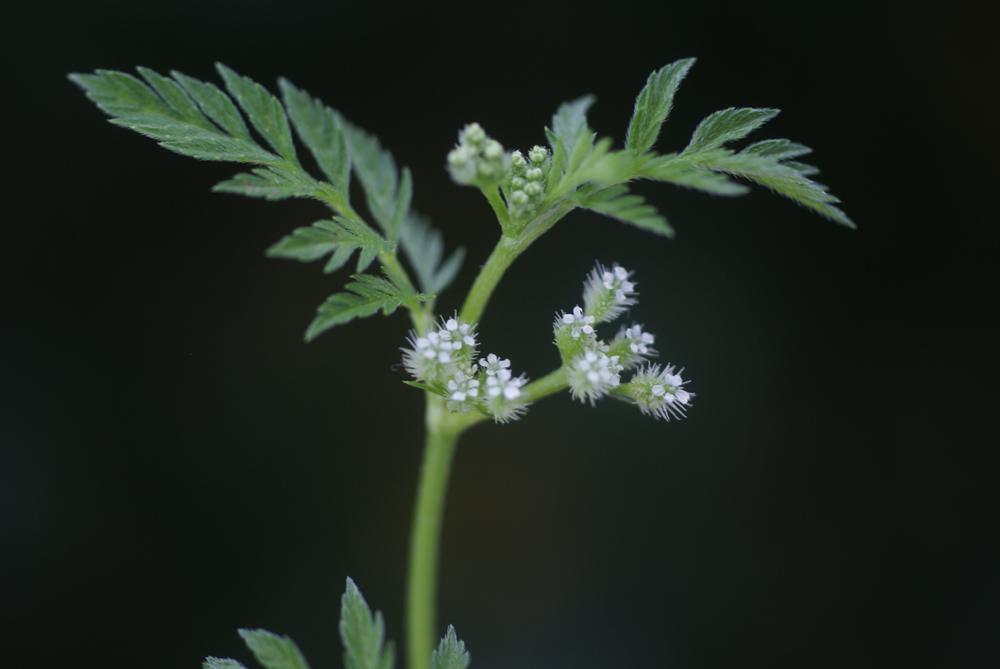
Knotiger Klettenkerbel blühend

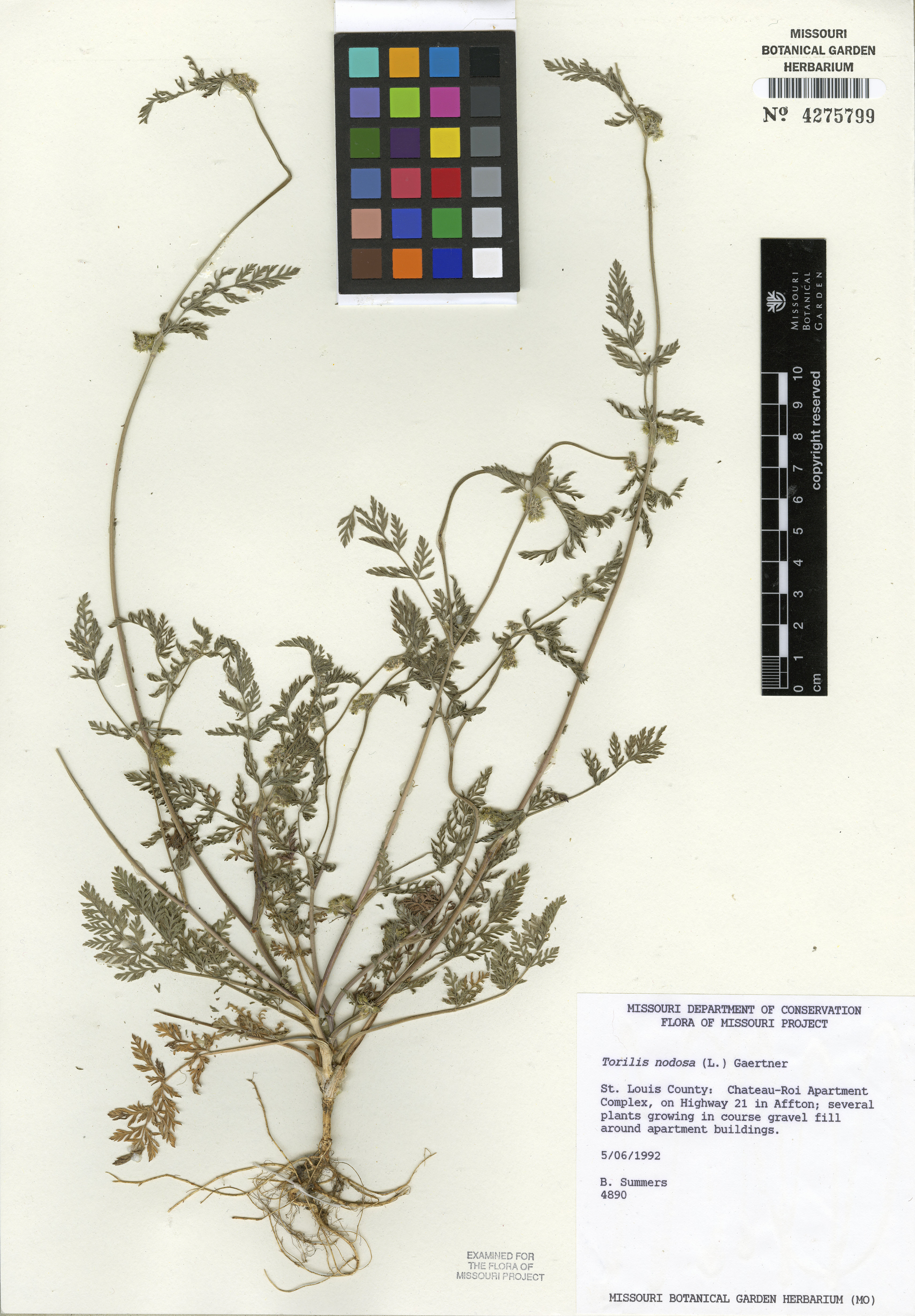
Herbarexemplar

### Vegetative Merkmale
Der Knotige Klettenkerbel wächst als ein- bis zweijährige krautige Pflanze, die Wuchshöhen von (10) 15 bis 35 Zentimetern erreicht. Der Stängel ist niederliegend bis aufsteigend, ziemlich rund und von rückwärts gerichteten Borstenhaaren rau. Die Laubblätter sind zwei- bis vierfach fiederschnittig. Die unteren Blätter sind gestielt und besitzen kurze, breite, weiß hautrandige Blattscheiden. Die oberen Blätter sind auf länglichen Blattscheiden sitzend. Die Blattabschnitte letzter Ordnung sind länglich und spitz, ihre Zipfel sind linealisch-lanzettlich und meist 1 bis 2 Millimeter breit.

### Generative Merkmale
Die Blütezeit reicht von April bis September. Die geknäulten doppeldoldigen Blütenstände sind scheinbar blattgegenständig. Die Dolden sind ursprünglich endständig, werden aber bald durch einen stark entwickelten Achselspross übergipfelt und dadurch zur Seite gedrängt und erscheinen dann blattgegenständig zu sein. Die Blütenstiele sind kurz. Die Blütenhülle fehlt, das Hüllchen besteht aus pfriemlichen Blättchen. Die Doldenstrahlen sind so kurz, dass sie völlig von Blüten oder Früchten verdeckt sind und der Blütenstand köpfchenartig erscheint. Die Kronblätter sind nur 0,5 Millimeter lang, weiß und seicht ausgerandet. Der Griffel ist aufrecht und sehr kurz. Die Doppelachäne ist 2,5 bis 3 Millimeter lang, die äußere Teilfrucht ist mit geraden, an der Spitze widerhakigen, kräftigen Stacheln versehen, die innere ist nur warzig.
Die Chromosomenzahl beträgt 2n = 22 oder 24.

## Vorkommen

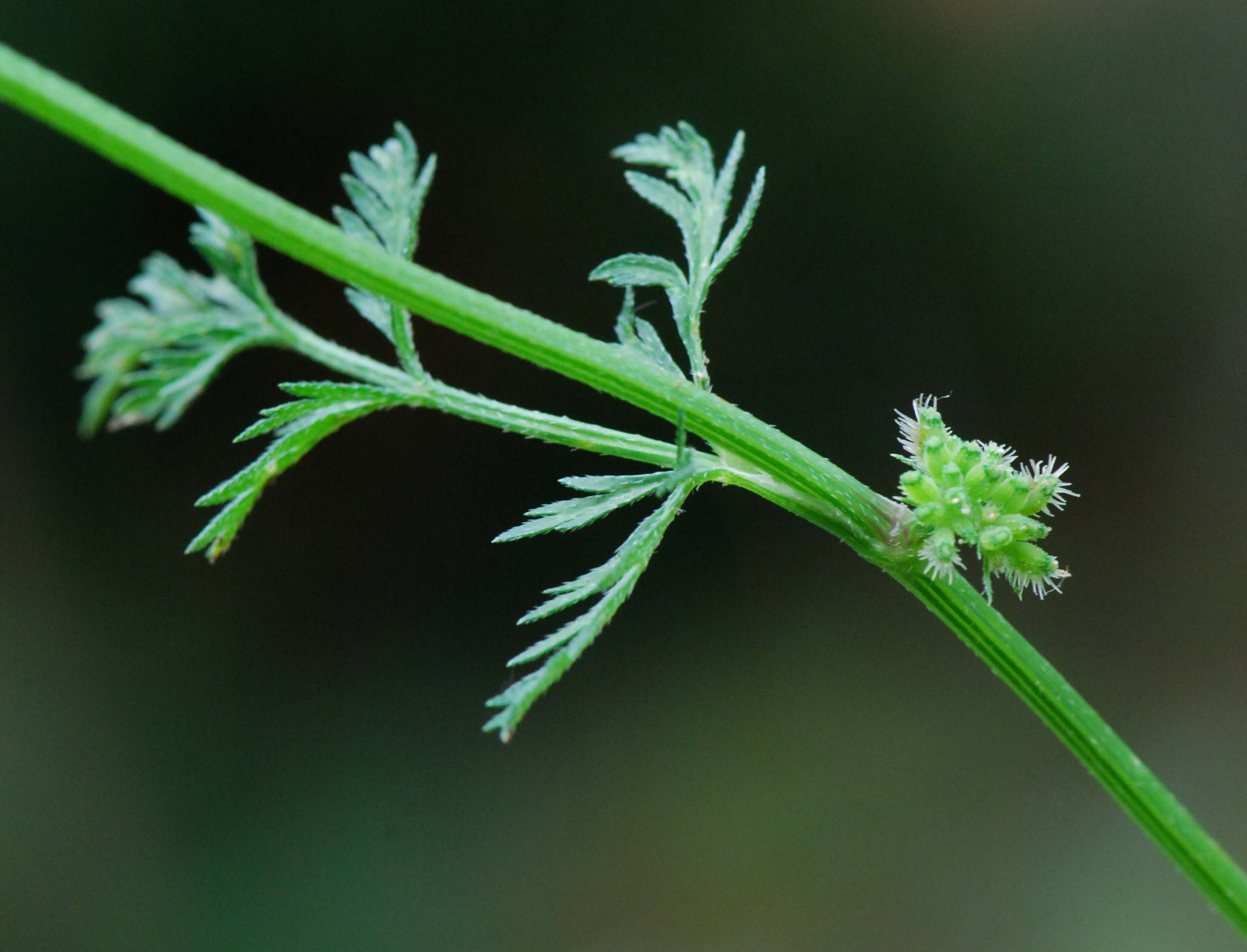
Knotiger Klettenkerbel (Torilis nodosa)

Der Knotige Klettenkerbel kommt im Mittelmeerraum vor, sein Areal erstreckt sich ostwärts bis Afghanistan und nordwärts bis in die Südalpen. Er besiedelt außerdem Küstengebiete am Atlantik und an der Nordsee nordwärts bis Dänemark. Sein Hauptverbreitungsgebiet ist der Mittelmeerraum; in Mitteleuropa hat er vermutlich erst vor einigen hundert Jahren Fuß gefasst. Die Gründe dafür sind unbekannt. 
Sein ursprüngliches Verbreitungsgebiet umfasst die Länder Portugal, Spanien, Frankreich, Korsika, Marokko, Algerien, Tunesien, Libyen, Ägypten, Italien, Sardinien, Sizilien, Kroatien, Slowenien, Serbien, Montenegro, Albanien, Griechenland, Bulgarien, Kreta, Rumänien, Ukraine, Irland, Großbritannien, Belgien, Niederlande, Türkei, Zypern, Syrien, Libanon, Jordanien, Israel, Irak, Iran, Afghanistan, Tadschikistan, Turkmenistan, Usbekistan, Pakistan, Armenien, Aserbaidschan, Georgien und den Kaukasusraum. Auf den Kanarischen Inseln ist die Ursprünglichkeit zweifelhaft. In Deutschland, der Schweiz und in Österreich sowie in Nord- und Südamerika, in Südafrika, Australien und Japan ist die Art ein Neophyt.
In Mitteleuropa wächst der Knotige Klettenkerbel an der Nordseeküste bevorzugt an der Binnenseite der Seedünen; Sandflächen, die weiter landeinwärts liegen werden dort meist nicht besiedelt. Auf steinigem Ödland am Südalpenfuß findet man ihn selten, sonst tritt er nur vereinzelt und meist unbeständig auf. Im Mittelmeergebiet tritt die Art besonders in Unkrautgesellschaften des Verbands Hordeion auf. Im Mitteleuropa ist sie eine Art der Gesellschaften des Verbands Sisymbrion.
Der Knotige Klettenkerbel gedeiht am besten auf trockenen, lockeren, stickstoffhaltigen oder stickstoffreichen Böden, die lehmig, sandig oder steinig und ziemlich feinerdearm sein können.
Die ökologischen Zeigerwerte nach Landolt et al. 2010 sind in der Schweiz: Feuchtezahl F = 2 (mäßig trocken), Lichtzahl L = 4 (hell), Reaktionszahl R = 4 (neutral bis basisch), Temperaturzahl T = 5 (sehr warm-kollin), Nährstoffzahl N = 3 (mäßig nährstoffarm bis mäßig nährstoffreich), Kontinentalitätszahl K = 2 (subozeanisch), Salztoleranz = 1 (tolerant).

## Taxonomie
Der Knotige Klettenkerbel wurde 1753 von Carl von Linné in Species Plantarum, Tomus I, S. 240 als Tordylium nodosum erstbeschrieben. Die Art wurde 1788 von Joseph Gaertner in De Fructibus et Seminibus Plantarum Band 1, S. 82 als Torilis nodosa (L.) Gaertn. in die Gattung Torilis gestellt.